# Agguato in acque basse
L'agguato in acque basse è una tecnica di pesca in apnea che richiede grande preparazione tecnica e acume tattico.
Nel Mediterraneo è una tecnica tipica dell'inverno, periodo nel quale numerose specie ittiche si avvicinano al bassofondo costiero per cibarsi e compiere il proprio ciclo riproduttivo. A tal proposito è importante sottolineare come il cacciatore subacqueo accorto non dovrebbe infierire sui pesci visibilmente gravidi o storditi dal periodo d'amore; dovrebbe sempre essere in grado di selezionare le proprie prede con rispetto per l'ambiente in cui opera.
L'agguato in acque basse consiste fondamentalmente nell'approntare un'azione di caccia nel bassofondo costiero atta a sorprendere le prede intente nel nuoto o nell'azione alimentare. Il cacciatore subacqueo si insinuerà tra le lame di roccia coperto dal fragore e dal turbinio della forte risacca, sfruttando la morfologia del fondale, le luci e le ombre, al fine di essere mimetico e impercettibile alla sensibile linea laterale dei pesci. Durante tale percorso subacqueo, il cacciatore avrà l'accortezza, scelto un buon riparo, di fare brevi soste per osservare l'ambiente intorno a sé e, conseguentemente, intercettare eventuali prede incuriosite dall'anomala presenza.
In caso di mare grosso e acqua torbida che complicheranno la fase di collimazione dell'arma sulla sagoma della preda, sarà necessario utilizzare armi dal tiro rapido e saettante, come gli arbalete, con dimensioni, a seconda dell'intensità del moto ondoso e della visibilità subacquea, mai superiori ai 100 cm di fusto.
Il compito dell'agguatista in bassofondo non si conclude dopo il tiro andato a segno. Sarà fondamentale recuperare la preda con estrema rapidità per evitare che si liberi dalla freccia (se colpita male) o che si insinui in angusti spazi tra le onde (situazione di potenziale pericolo per il cacciatore subacqueo).
Grande importanza verrà data anche alla zavorra e alla muta. La prima sarà sempre abbondante e ben distribuita tra cintura, schienalino e cavigliere, al fine di essere sempre a contatto con il fondo con il minimo sforzo e un perfetto assetto subacqueo. La muta sarà rivestita esternamente in fodera, per essere resistente ai continui sfregamenti sul fondo, e preferibilmente mimetica (con tonalità opache e ben studiate per ogni tipo di fondale in cui viene praticata la tecnica dell'agguato in bassofondo).